# Чурилово (Пожинское сельское поселение)
Чурилово — деревня в Торопецком районе Тверской области в составе Пожинского сельского поселения. Фактически урочище.

## География
Расположена примерно в 15 верстах к северо-востоку от деревни Пожня.

## История
В конце XIX — начале XX века деревня Закрючье (Чурилово, Загорье) в Торопецком уезде Псковской губернии.  

## Население
| 2010 |
| ---- |
| 1    |

## Инфраструктура
Было личное подсобное хозяйство с зоной сельскохозяйственного использования, индивидуальная застройка усадебного типа.

## Транспорт
Деревня доступна автотранспортом по подъездной просёлочной дороге с автодороги 28Н-1797. 